# Natação nos Jogos Olímpicos de Verão de 2016 - 200 m costas feminino
A competição dos 200 metros costas feminino da natação nos Jogos Olímpicos de Verão de 2016 foi disputada nos dias 11 e 12 de agosto no Estádio Aquático Olímpico.

## Medalhistas
| Ouro   | USA Maya DiRado     |
| Prata  | HUN Katinka Hosszú  |
| Bronze | CAN Hilary Caldwell |

## Recordes
Antes desta competição, os recordes mundiais e olímpicos da prova eram os seguintes:
| Tipo | Atleta         | Tempo   | Local   | Data                |
| ---- | -------------- | ------- | ------- | ------------------- |
|      | Missy Franklin | 2:04.06 | Londres | 3 de agosto de 2012 |
|      | Missy Franklin | 2:04.06 | Londres | 3 de agosto de 2012 |

## Resultados

### Eliminatórias
| Pos. | Elim. | Raia | Nadadora                | CON                 | Tempo   | Notas |
| ---- | ----- | ---- | ----------------------- | ------------------- | ------- | ----- |
| 1    | 3     | 4    | Katinka Hosszú          | HUN Hungria         | 2:06.09 | Q,    |
| 2    | 3     | 3    | Hilary Caldwell         | CAN Canadá          | 2:07.40 | Q     |
| 3    | 3     | 5    | Maya DiRado             | USA Estados Unidos  | 2:08.60 | Q     |
| 4    | 2     | 6    | Lisa Graf               | GER Alemanha        | 2:08.67 | Q     |
| 4    | 4     | 5    | Belinda Hocking         | AUS Austrália       | 2:08.67 | Q     |
| 6    | 3     | 7    | Liu Yaxin               | CHN China           | 2:08.84 | Q     |
| 7    | 2     | 3    | Dominique Bouchard      | CAN Canadá          | 2:08.87 | Q     |
| 8    | 4     | 3    | Daryna Zevina           | UKR Ucrânia         | 2:08.88 | Q     |
| 9    | 3     | 2    | Kirsty Coventry         | ZIM Zimbabwe        | 2:08.91 | Q     |
| 10   | 4     | 4    | Emily Seebohm           | AUS Austrália       | 2:09.00 | Q     |
| 11   | 2     | 4    | Missy Franklin          | USA Estados Unidos  | 2:09.36 | Q     |
| 12   | 4     | 2    | Eygló Ósk Gústafsdóttir | ISL Islândia        | 2:09.62 | Q     |
| 13   | 2     | 5    | Daria Ustinova          | RUS Rússia          | 2:09.96 | Q     |
| 14   | 3     | 6    | Anastasia Fesikova      | RUS Rússia          | 2:10.39 | Q     |
| 15   | 2     | 2    | Matea Samardžić         | CRO Croácia         | 2:10.51 | Q     |
| 16   | 4     | 6    | Jenny Mensing           | GER Alemanha        | 2:10.68 | Q     |
| 17   | 2     | 7    | Margherita Panziera     | ITA Itália          | 2:10.92 |       |
| 18   | 4     | 7    | Claudia Lau             | HKG Hong Kong       | 2:10.94 |       |
| 19   | 2     | 1    | Duane Da Rocha          | ESP Espanha         | 2:11.17 |       |
| 20   | 2     | 8    | Alicja Tchórz           | POL Polônia         | 2:11.40 |       |
| 21   | 1     | 5    | Ekaterina Avramova      | TUR Turquia         | 2:12.98 |       |
| 22   | 3     | 1    | Réka György             | HUN Hungria         | 2:12.99 |       |
| 23   | 1     | 4    | Simona Baumrtová        | CZE República Checa | 2:13.26 |       |
| 24   | 1     | 3    | Martina van Berkel      | SUI Suíça           | 2:13.46 |       |
| 25   | 4     | 8    | África Zamorano         | ESP Espanha         | 2:13.74 |       |
| 26   | 3     | 8    | Natsumi Sakai           | JPN Japão           | 2:13.99 |       |
| 27   | 4     | 1    | Chen Jie                | CHN China           | 2:14.18 |       |
| 28   | 1     | 6    | Yessy Yosaputra         | INA Indonésia       | 2:20.88 |       |

### Semifinais

#### Semifinal 1
| Pos. | Raia | Nadadora                | CON           | Tempo   | Notas |
| ---- | ---- | ----------------------- | ------------- | ------- | ----- |
| 1    | 4    | Hilary Caldwell         | CAN Canadá    | 2:07.17 | Q     |
| 2    | 3    | Liu Yaxin               | CHN China     | 2:07.56 | Q     |
| 3    | 7    | Eygló Ósk Gústafsdóttir | ISL Islândia  | 2:08.84 | Q,    |
| 4    | 6    | Daryna Zevina           | UKR Ucrânia   | 2:09.07 |       |
| 5    | 1    | Anastasia Fesikova      | RUS Rússia    | 2:09.12 |       |
| 6    | 2    | Emily Seebohm           | AUS Austrália | 2:09.39 |       |
| 7    | 5    | Lisa Graf               | GER Alemanha  | 2:09.56 |       |
| 8    | 8    | Jenny Mensing           | GER Alemanha  | 2:10.15 |       |

#### Semifinal 2
| Pos. | Raia | Nadadora           | CON                | Tempo   | Notas |
| ---- | ---- | ------------------ | ------------------ | ------- | ----- |
| 1    | 4    | Katinka Hosszú     | HUN Hungria        | 2:06.03 | Q,    |
| 2    | 5    | Maya DiRado        | USA Estados Unidos | 2:07.53 | Q     |
| 3    | 3    | Belinda Hocking    | AUS Austrália      | 2:07.83 | Q     |
| 4    | 2    | Kirsty Coventry    | ZIM Zimbabwe       | 2:08.83 | Q     |
| 5    | 1    | Daria Ustinova     | RUS Rússia         | 2:08.84 | Q     |
| 6    | 6    | Dominique Bouchard | CAN Canadá         | 2:09.07 |       |
| 7    | 7    | Missy Franklin     | USA Estados Unidos | 2:09.74 |       |
| 8    | 8    | Matea Samardžić    | CRO Croácia        | 2:09.83 |       |

### Final
| Pos.              | Raia | Nadadora                | CON                | Tempo   | Notas |
| ----------------- | ---- | ----------------------- | ------------------ | ------- | ----- |
| Medalha de ouro   | 3    | Maya DiRado             | USA Estados Unidos | 2:05.99 |       |
| Medalha de prata  | 4    | Katinka Hosszú          | HUN Hungria        | 2:06.05 |       |
| Medalha de bronze | 5    | Hilary Caldwell         | CAN Canadá         | 2:07.54 |       |
| 4                 | 8    | Daria Ustinova          | RUS Rússia         | 2:07.89 |       |
| 5                 | 2    | Belinda Hocking         | AUS Austrália      | 2:08.02 |       |
| 6                 | 7    | Kirsty Coventry         | ZIM Zimbabwe       | 2:08.80 |       |
| 7                 | 6    | Liu Yaxin               | CHN China          | 2:09.03 |       |
| 8                 | 1    | Eygló Ósk Gústafsdóttir | ISL Islândia       | 2:09.44 |       |

Legenda
| Recorde mundial      | Recorde mundial (World record)               |                       | Recorde africano                      | Recorde africano (African) |                                           | Q | Classificado por posição (Qualified) |
| Recorde olímpico     | Recorde olímpico (Olympic record)            | Recorde da América    | Recorde da América (Americas)         | q                          | Classificado por melhor tempo (Qualified) |   |                                      |
| Melhor marca do ano  | Melhor marca do ano (World leading)          | Recorde asiático      | Recorde asiático (Asian)              | DNS                        | Não largou (Did not start)                |   |                                      |
| Recorde nacional     | Recorde nacional (National record)           | Recorde europeu       | Recorde europeu (European)            | DNF                        | Não terminou (Did not finish)             |   |                                      |
| Recorde pessoal      | Recorde pessoal do atleta (Personal best)    | Recorde da Oceania    | Recorde da Oceania (Oceania)          | DSQ / DQ                   | Desclassificado (Disqualified)            |   |                                      |
| Recorde da temporada | Recorde da temporada do atleta (Season best) | Recorde sul-americano | Recorde sul-americano (South America) | NM                         | Sem marca (No mark)                       |   |                                      |